# شهرستان موسلیوموفسکی
شهرستان موسلیوموفسکی (به لاتین: Muslyumovsky District) یک شهرستان در روسیه است که در تاتارستان واقع شده‌است.